# Ала-Тау
Ала-Тау — посёлок при железнодорожной станции в Аскизском районе Хакасии, входит в состав Бискамжинского поссовета, находится в 94 км к западу от райцентра — села Аскиз.
Население — 19 чел. (01.01.2004), хакасы. Станция образована в 1953 в связи со строительством железной дороги Абакан — Новокузнецк.

## Население
| 2010 |
| ---- |
| 20   |